# Frederico Francisco III de Meclemburgo-Schwerin
Frederico Francisco III (Ludwigslust, 19 de março de 1851 – Cannes, 10 de abril de 1897) foi o penúltimo Grão-duque de Meclemburgo-Schwerin.

## Biografia
Frederico Francisco nasceu no Castelo de Ludwigslust em Ludwigslust, no dia	19 de março de 1851. Era filho de Frederico Francisco II de Meclemburgo-Schwerin, e da sua primeira esposa a princesa Augusta de Reuss-Köstritz. Ele sucedeu ao seu pai como grão-duque em 15 de abril de 1883.
Desde a mais tenra idade, Frederico Francisco sofreu de asma e de graves dificuldades respiratórias. Ele não podia viver no norte da Europa e foi viver nas margens do mar mediterrâneo onde o clima ameno e adequado à sua saúde.
A morte de Frederico Francisco, em 10 de abril de 1897, é envolta em incerteza. Originalmente, comunicaram ter cometido suicídio por atirar-se de uma ponte. No entanto, de acordo com um funcionário, a sua morte ocorreu enquanto estava no seu jardim devido às suas dificuldades respiratórias. Ele foi sucedido pelo seu filho Frederico Francisco IV de Meclemburgo-Schwerin que seria o último grão-duque de Meclemburgo-Schwerin, embora o duque João Alberto de Meclemburgo iria atuar como regente até Frederico Francisco IV atingir a maioridade.
A morte através de suicídio teria sido um escândalo, Frederico Francisco barrou o enterro cristão e limitou as chances de um casamento para os membros da sua dinastia. A sua morte pode ter sido um acidente, mas um suicídio teria sido ocultado pela corte de Meclemburgo.
Era abertamente homossexual e mecenas de Wilhelm von Gloeden, pioneiro na fotografia ao ar livre com o uso do nu masculino.

## Casamento e filhos
Frederico Francisco casou com Anastásia Mikhailovna da Rússia, em São Petersburgo no dia 24 de janeiro de 1879. Tiveram três filhos:
- Alexandrina (1879-1952). Casou com Cristiano X da Dinamarca.
- Frederico Francisco IV (1882-1945)
- Cecília (1886-1954). Casou com Guilherme, Príncipe Herdeiro da Alemanha

## Honras
Enquanto Grão-Duque de Meclemburgo-Schwerin, Frederico Francisco III foi Grão-Mestre das seguintes Ordens:
- Grão-Mestre da Ordem do Grifo

- Grão-Mestre da Ordem da Coroa Wendish

Estrangeiras;
- Cavaleiro da Ordem da Anunciação (Reino da Itália)

- Cavaleiro da Ordem de São Jorge (Império Russo)